# Винаржицкий, Карел Алоис
Ка́рел Алои́с Винаржи́цкий (чеш. Karel Alois Vinařický; 24 января 1803, Слани, Богемия — 3 февраля 1869, Прага) — чешский общественный деятель, священнослужитель, писатель, поэт, литературный критик и переводчик, ставший, наряду с Франтишеком Доухой, важнейшим деятелем «Чешского национального возрождения» в XIX веке, а также одним из пионеров чешской детской литературы.

## Биография
Из германоязычной чешской семьи ремесленника. Состоял на службе в Чешской католической церкви. Занимался обширной литературной и научной деятельностью, в частности, занимался переводами произведений греческих и латинских классиков на чешский язык (в том числе, «Энеиду» Вергилия), писал стихотворения и драматические пьесы. Издал юмористические произведения «Tavoky» (1834); «Pana Bohuslava Hasiš teinskèh o z Lobkovic věk a spisy vybrané» (1836); «Varyto a lyra» (1843); сатиру «Sněmy zvířat»; поэму «Vlast» (1863); трагедию «Jan Slepy» (1847) и т. д. Кроме того, он написал целый ряд руководств по различным предметам для чешских училищ, занимался изданием полемических брошюр и принимал участие в сейме.